# Munk (hydrologi)
Munk är inom hydrologin en anordning för att reglera inloppet eller utloppet till en damm. Ursprungligen betecknar ordet munk ett vertikalt rör, där vatten kan strömma in över kanten när vattenytan i dammen överstiger kantens höjd. Nere i backen övergår munken till ett horisontellt utloppsrör.
På senare tid har termen munk (felaktigt) ofta använts synonymt med stigrör, där vatten stömmar i ett horistontellt rör och tvingas stiga upp över plankorna inne i stigröret innan det rinner ut genom det horisontella utloppsröret.

## Flödesberäkningar
Vid flödesberäkningar på munkar gäller i första hand Polenis formel för rektangulära överfallsvärn, där bredden (b) ersätts med munkens omkrets (2πr).
{\displaystyle Q={\frac {4}{3}}\cdot \pi \cdot r\cdot \mu \cdot h^{1,5}\cdot {\sqrt {2\cdot g}}}
där
Q = flöde (m³/s)
π = 3,14159...
r = munkens radie (m)
μ = utströmningskoefficient (-)
g = tyngdaccelerationen (9,82 m/s2)
h = höjdskillnad mellan munkens krön och den opåverkade vattenytan uppströms värnet (m)
Dock gäller denna ekvation endast då h/r <0,45. Genom att justera ner μ från ca 0,6 till 0,52, kan Polenis formel utsträckas till att även gälla då 0,45 < h/r <0,7. Om h/r skulle överstiga 0,7, blir den fortsatta flödesökningen marginell. 
En förutsättning för att överhuvudtaget kunna tillämpa Polenis formel på munkar, är att utloppsröret inte är den begränsade faktorn! Skulle detta inträffa, blir flödesökningen proportionell mot kvadratroten på h.